# Dräxlmaier
Dräxlmaier Group este un furnizor de componente auto la nivel mondial, cu sediul central în orașul Vilsbiburg, Germania din sudul landului Bavaria. Întemeiată în anul 1958, compania de familie este specializată în producția de sisteme de cablaje, componente electrice și electronice centrale, sisteme de interior și sisteme de baterii de joasă și înaltă tensiune pentru mobilitatea electrică a vehiculelor Premium. 

## Management

sediul central al Dräxlmaier din Vilsbiburg

Stefan Brandl și Jan Reblin sunt responsabili pentru managementul companiei. Stefan Brandl a devenit noul vicepreședinte al Dräxlmaier Group în luna iunie 2021. Fritz Dräxlmaier, care a fost CEO timp de mulți ani, este președinte al Consiliului de administrație din luna ianuarie 2019.

## Informații financiare
Concernul de companii a obținut în anul 2021 un venit de 4,6 miliarde de euro și a avut aproximativ 72.000 de angajați. În anul 2021, compania s-a plasat pe locul 57 din 100 printre cei mai mari furnizori de componente auto din lume. Printre clienții companiei se numără Audi, BMW, Jaguar, Land Rover, Mercedes-Benz, Mini, Porsche, Tesla și Volkswagen.

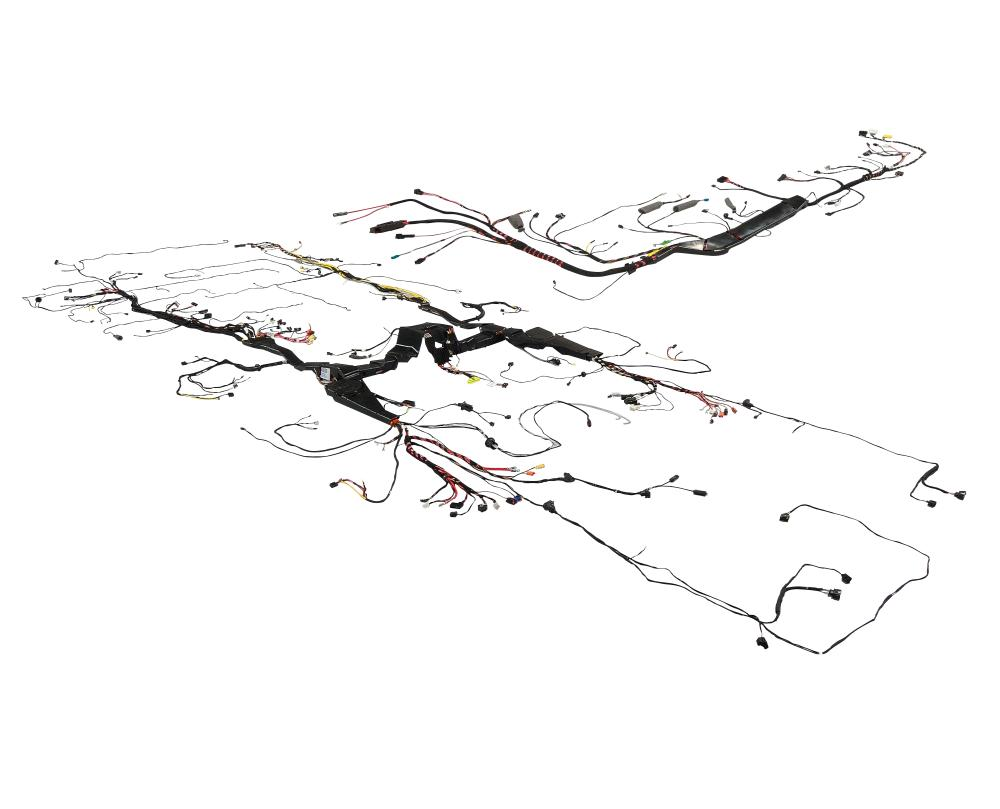
O rețea de cablaje dezvoltată de Dräxlmaier

| Ani                  | 2005 | 2006 | 2007 | 2008 | 2009 | 2010 | 2011 | 2012 | 2013 | 2014 | 2015 | 2016 | 2017 | 2018 | 2019 | 2020 | 2021 |
| -------------------- | ---- | ---- | ---- | ---- | ---- | ---- | ---- | ---- | ---- | ---- | ---- | ---- | ---- | ---- | ---- | ---- | ---- |
| Vânzări (în mld EUR) | 1,41 | 1,55 | 1,72 | 1,74 | 1,38 | 1,76 | 2,06 | 2,38 | 2,90 | 3,42 | 3,75 | 3,67 | 4,06 | 4,55 | 4,91 | 4,18 | 4,60 |
| Angajați (în mii)    | 31,0 | 34,3 | 36,1 | 35,6 | 32,8 | 36,3 | 41,8 | 46,0 | 51,3 | 55,4 | 56,2 | 60,8 | 72,7 | 79,1 | 79,4 | 74,0 | 72,0 |

Sursa: Die Welt, Bundesanzeiger

## Produse
Dräxlmaier Group furnizează componente pentru industria auto mondială. În calitate de furnizor de componente auto, grupul si-a diversificat gama prin producția de sisteme de cablaje, componente electrice și electronice centrale, sisteme de interior, dar și sisteme de baterii de joasă și înaltă tensiune pentru mobilitate electrică. S-au realizat printre altele interioarele sedanului Maybach și Porsche Panamera, cât și primul panou de ușă cu fibră naturală vizibilă pentru BMW i3. Pe lângă aceasta, compania Dräxlmaier este considerată inventatorul cablajului personalizat.

Consola centrală pentru Mercedes-Benz 205 dezvoltată de Dräxlmaier

### Sistemele electrice
Compania produce toate elementele unui sistem de cablaj, precum cablajele de înaltă tensiune și cablajele de baterii, cablajele individuale, cabluri de date și cablaje pentru motoare. Dräxlmaier Group produce componente, sisteme și pachete în domeniul electronicii digitale pentru interioare și sisteme electrice auto, sisteme de stocare a energiei de înaltă tensiune și electromobilitate.

### Sistemele de conectori
Compania produce printre altele senzori și întrerupătoare, precum și distribuitoare de energie de înaltă tensiune și cutii de siguranțe.

### Sistemele de interior
Dräxlmaier produce panouri de instrumente, console centrale și panouri de uși pentru automobile Premium. Furnizorul de componente auto produce și module complete de uși și cabină de pilotaj adaptate echipamentului special al vehiculului respectiv prin integrarea sistemului. Compania produce și iluminatul ambiental RGB.

### Sistemele de mobilitate electrică
Portofoliul de produse pentru sistemele de baterii include baterii de înaltă și joasă tensiune pe bază de litiu-ion de la 12 la 900 volți și componente HV pentru o tensiune la bord mai mare de 60 volți precum și cutii de comutare de înaltă tensiune.

## Istorie

### 1958–1967

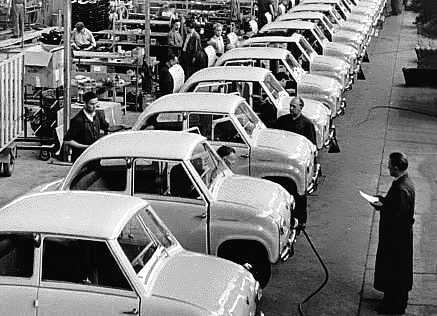
Producția de Goggomobil cu cablaje realizate de Dräxlmaier Group

În luna mai 1958, Lisa și Fritz Dräxlmaier senior au intrat pe piața auto aflată în plină dezvoltare. Prima comandă plasată companiei din sudul Bavariei a fost producția de 50.000 cablaje pentru Goggomobil de către Hans Glas GmbH în Dingolfing/Germania. La scurt timp a fost înființată o a doua divizie de producție. Dräxlmaier a furnizat acum întregul echipament al autovehiculului (inclusiv panourile de bord, panourile de uși, husele pentru scaune și rafturile din spate) pentru un autovehicul compact, care a fost construit până în anul 1969.
În anul 1960 Dräxlmaier a instalat propriile sisteme de sudare a panourilor de ușă și de formare a plăcilor termoplastice pentru producția panourilor de bord. Pentru a putea adăposti noile echipamente, în anul 1964 a fost construită prima uzină proprie a companiei.  

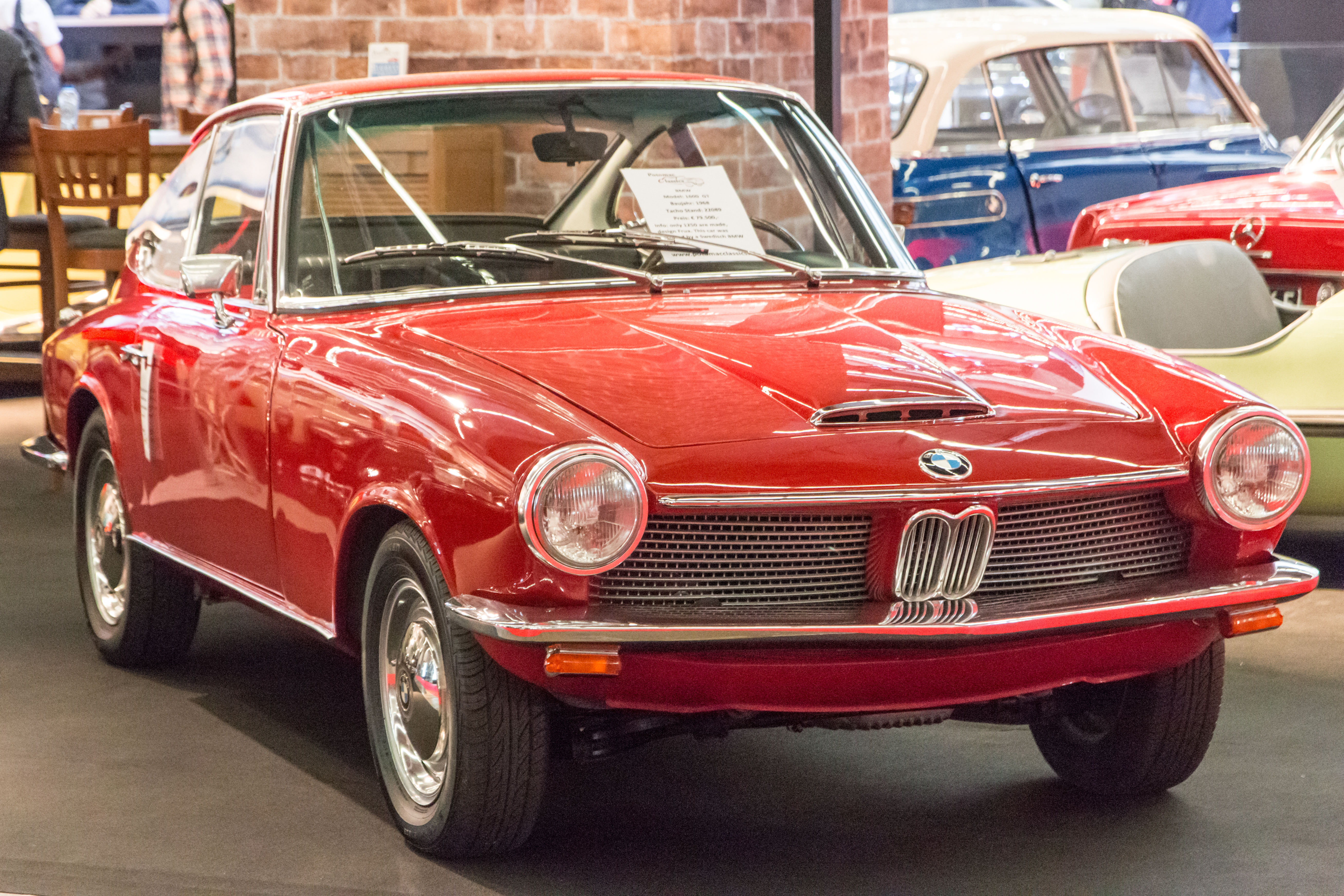
BMW 1600 GT, primul BMW cu sistemele de interior Dräxlmaier

În anul 1966, BMW a devenit noul client al companiei.

### 1968–1977
În anul 1968, numărul crescând de comenzi a forțat compania Dräxlmaier să-și extindă sediul din Vilsbiburg. Ca parte a extinderii și renovării, compania și-a înființat propria producție de matrițe și scule și a instalat primul său sistem informatic. În același an a început construcția unei noi clădiri e producție și administrație. Audi și Volkswagen au fost aprovizionate cu produse realizate de Dräxlmaier Group începând din 1969 și 1971.
Cu o unitate de producție în Tunisia, expansiunea internațională a început în anul 1974. În următorii ani au fost deschise numeroase sedii peste hotare, inclusiv o uzină de producție pentru cablaje și componente de interior în Canada (1976).

### 1978–1987

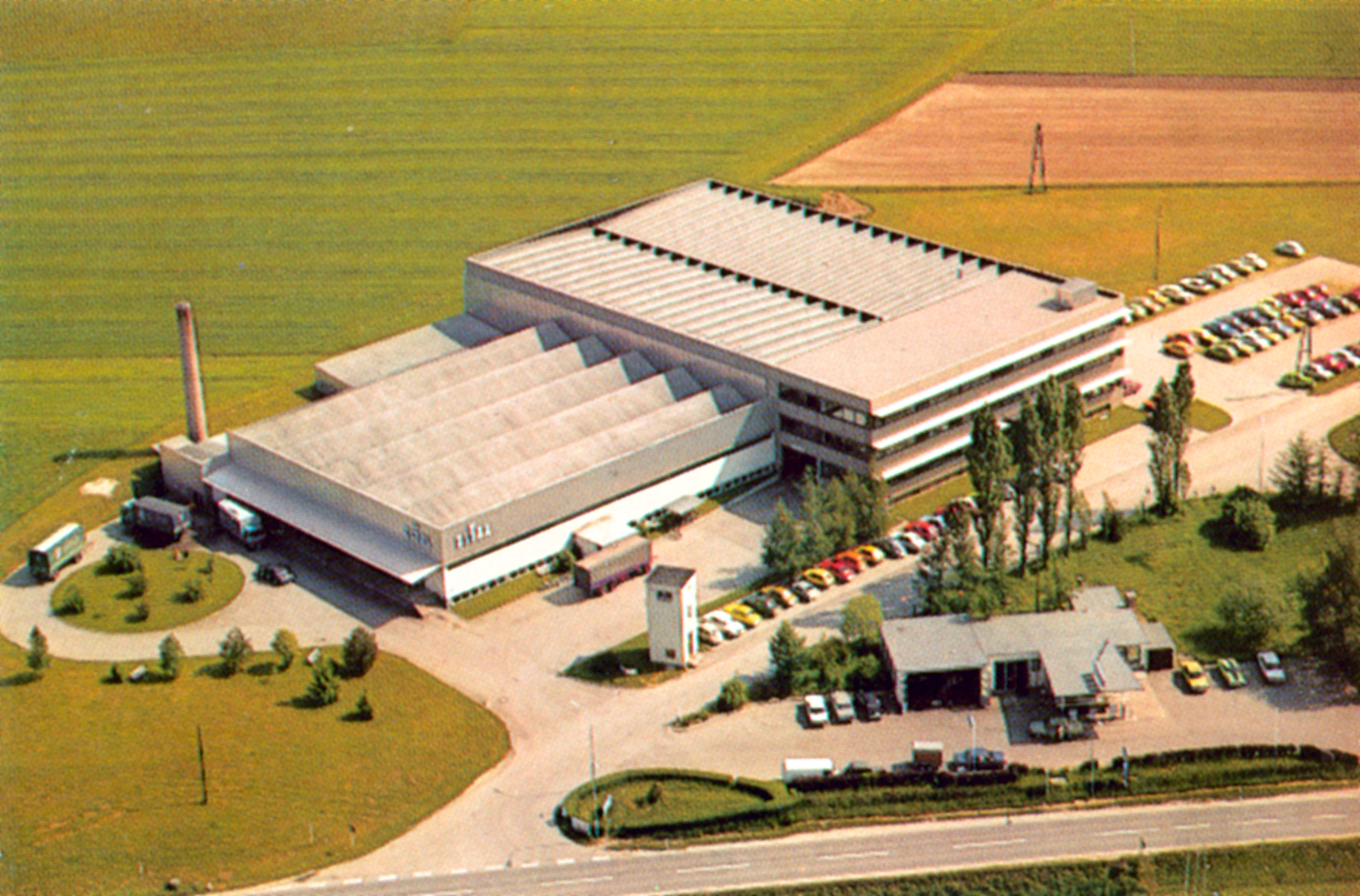
Clădirea de producție și administrație, Brückenstrasse, Vilsbiburg (1970)

În decurs de 20 de ani, spațiile comerciale ale companiei de familie s-au extins în mod constant, iar numărul de angajați a crescut continuu în această perioadă, Dräxlmaier ajungând la aproape 2000 de angajați în cursul anilor '80. S-a extins și rețeaua de producție la nivel mondial. A fost înființată o unitate de producție la Braunau am Inn, Austria (1978). Au urmate alte patru filiale străine.

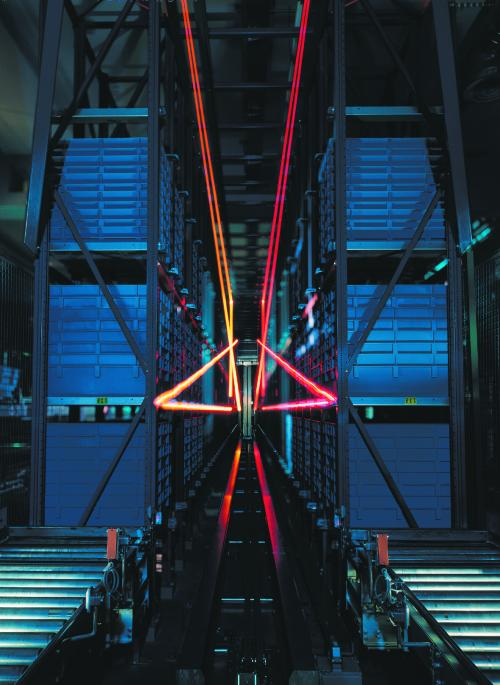
Depozit automatizat cu rafturi înalte și depozit pentru piese mici, 1987

În anul 1982, compania a produs pentru prima dată componente pentru Mercedes-Benz. În anul 1983, Dräxlmaier a folosit pentru prima dată un computer mainframe și a convertit 100 de stații de lucru pentru procesarea electronică a datelor. Odată cu construirea depozitului cu rafturi înalte automatizat complet și a depozitului de ridicare a pieselor mici din anul 1987, a fost creată și baza pentru managementul lanțului de aprovizionare. Începând cu această dată fluxul de materiale și toate procesele esențiale JIT/JIS au fost controlate de aici.  

### 1988–1997
În anul 1993, Dräxlmaier a deschis sedii de producție în Cehia și România. Odată cu comanda de a dezvolta, fabrica și furniza întregul cockpit pentru Mercedes Benz CLK, compania a devenit în anul 1994 furnizor de sisteme pentru interioare. Doi ani mai târziu, în anul 1996, rețeaua de producție a fost extinsă odată cu înființarea de uzine noi în America și Mexic.
În anul 1997, „Dräxlmaier Group of Companies” a fost redenumit „Dräxlmaier Group”. Compania a fost desemnată în același an să instaleze primul „sistem integrat funcțional” (FIS) la BMW seria 7. Acest lucru a dus la dezvoltarea primului modul de interior care integrează toate funcțiile electrice și electronice incluse în ușa unei mașini într-un singur sistem complet.  
În luna noiembrie a aceluiași an, Dräxlmaier a cumpărat filiala companiei Holzindustrie Bruchsal GmbH de la Daimler-Benz AG.

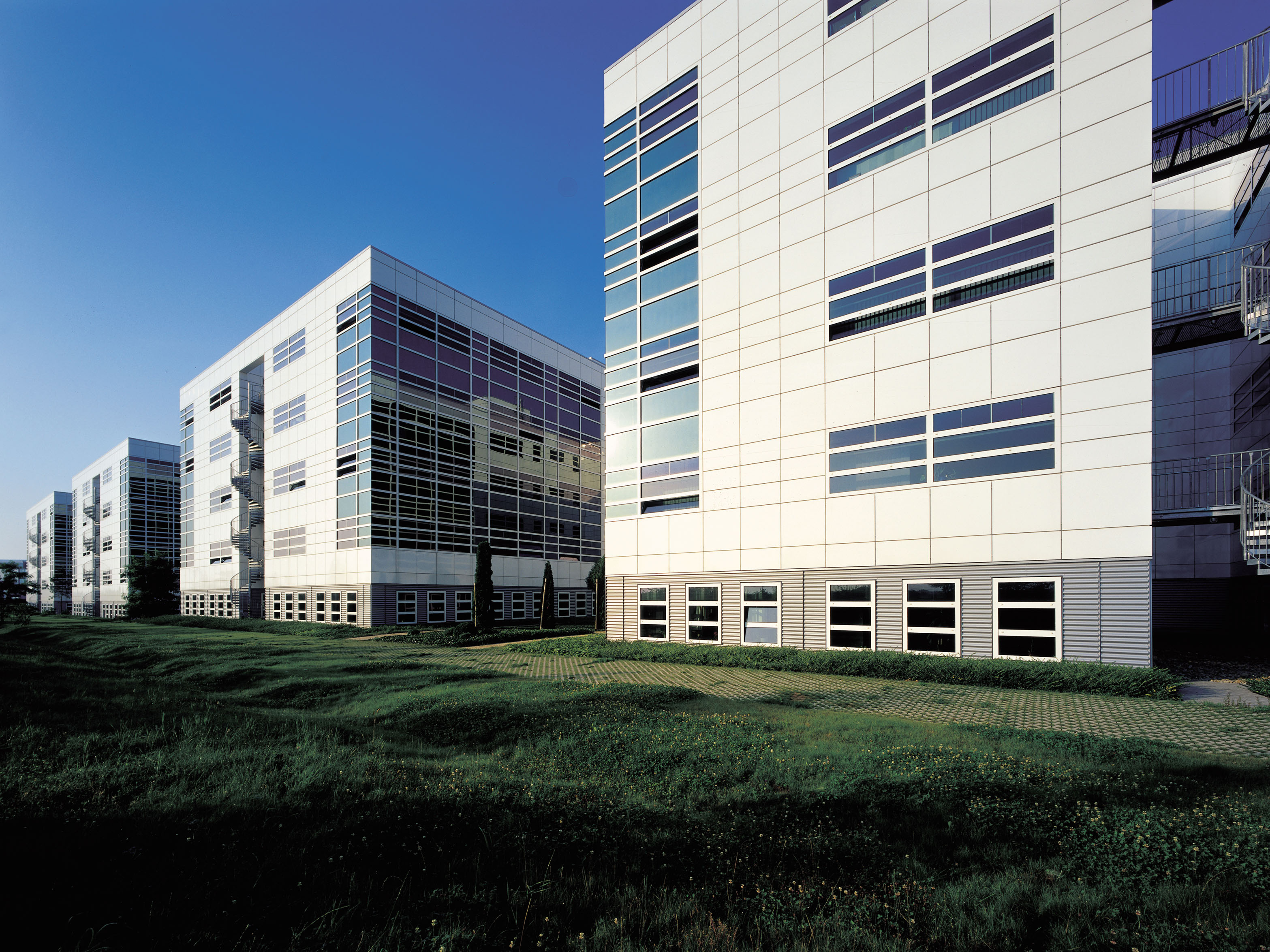
Centrul tehnologic de la Vilsbiburg, 1998

### 1998-2007
În anul 1998, compania s-a mutat în noul centru tehnologic Dräxlmaier din Vilsbiburg. Anul următor Dräxlmaier Group a fost primul furnizor de sisteme care a produs un interior complet din piele pentru Mercedes Benz CL-Coupe.  
Acesta a fost urmat de producția întregului interior pentru BMW Z8. Dräxlmaier a dezvoltat și a furnizat sistemul de cablaje pentru ambele modele.
În anul 2002, Dräxlmaier a dezvoltat, a produs și a livrat întregul sistem de cablaje și de interior pentru sedanul de lux Maybach. Pe lângă al doilea sediu din Landau an der Isar/Germania, în anul 2003 a fost construită o nouă fabrică în Shenyang/China. Porsche, Jaguar și Cadillac au completat de atunci lista de bază de clienți ai companiei.  
În perioada 2005-2007, s-au deschis alte sedii în Africa de Sud (2005); în anul 2006 în Thailanda, Spania și Mexic; iar în anul 2007 în Bălți, Moldova, unde Dräxlmaier a construit o fabrică complet nouă angajând 2000 de persoane.

### 2008–2017

Panou de ușa cu fibre naturale la un BMW i3

Dräxlmaier Group a introdus în anul 2008 un material compozit din fibre naturale pentru interioarele vehiculelor. Panoul de ușă dezvoltat pentru BMW seria 7 este realizat din material biocompozit. În același an a urmat un alt sediu în Europa de Est urmat de deschiderea unei fabrici de producție în Serbia, care a angajat inițial 800 de muncitori pe trei linii de asamblare.
În anul 2009, grupul a început să construiască prototipuri pentru electromobilitate și a dezvoltat sisteme de baterii și componente personalizate, pentru întregul interior și sistemul electric al Porsche Panamera, care a fost lansat pe piață în același an.
În anul 2011, Dräxlmaier a dezvoltat primul panou de ușă din lume cu fibre naturale vizibile. Acesta a fost instalat prima dată în 2013 pe BMW-ul i3 complet electric. Compania și-a extins unitățile de producție existente din Shenyang în 2012 și a construit o fabrică de producție complet integrată în Kavadarci/Macedonia. În anul 2013 a fost deschis un alt sediu Dräxlmaier Group în Leipzig/Germania. În același an a fost deschis un nou segment de afaceri împreună cu Dräxlmaier Aviation GmbH. Până în anul 2017, compania a dezvoltat și a produs interioare pentru aeronave private și de afaceri.  
Un alt client, Tesla Motors, a fost câștigat în anul 2014. În același an rețeaua logistică a companiei a fost extinsă cu unitățile din Zwickau/Germania. În anul 2015, compania QESTRONIC Advanced Technologies GmbH din Geisenhausen/Germania, a fost integrată în Dräxlmaier Group. Un an mai târziu a fost deschis un nou sediu de producție pentru componente de interioare în Langfang/China.
În cooperare cu Universitatea din München (Germania), a fost înființat în anul 2017 un sediu de cercetare și dezvoltare în campusul Garching. A fost deschis un nou sediu de producție pentru componente de interioare în Livermore, USA.

### 2018–prezent
În anul 2018, campusul Dräxlmaier a fost construit pe terenul centrului GALILEO al Universitatea din Garching. Dezvoltatorii și profesorii cercetători ai TUM lucrează pe teme viitoare ale industriei auto. În anul 2019, compania a construit propria fabrică cu un departament de dezvoltare în Sachsenheim lângă Stuttgart pentru producția bateriilor auto de 800 de volți. Un an mai târziu au deschis o altă fabrică lângă Leipzig.
La 1 aprilie 2020, Franz Haslinger și Martin Gall au preluat funcția de CEO a Dräxlmaier Group. Începând din luna august 2021, Stefan Brandl și Haslinger răspund pentru management. Fritz Dräxlmaier, care a fost CEO mult timp, rămâne în companie în calitate de asociat ca reprezentant al acționarilor și continuă să-și exercite funcția ca președinte al consiliului de administrație. 
În anul 2021, Dräxlmaier Group a fost inclus de Forbes pe lista celor mai buni angajatori din lume.